# Patrick Kisnorbo
Patrick Fabio Maxime Kisnorbo (Melbourne, 24 marzo 1981) è un allenatore di calcio ed ex calciatore australiano, di ruolo difensore.
Nacque a Melbourne da padre mauriziano e madre triestina, grazie alla quale ha il passaporto italiano che gli permette di usufruire della sentenza Bosman. Durante la permanenza al Leicester City, quattro stagioni, fu al centro di controversie disciplinari, ma le decisioni dell'arbitro si rivelarono in seguito sbagliate.

## Carriera

### Club
Cominciò giocando con l'Essendon City e il Bulleen Zebras per passare alle giovanili del South Melbourne per due stagioni prima di essere scelto per la prima squadra che giocava nella ora scomparsa National Soccer League. In seguito alla chiusura di questa lega si trasferì agli Hearts nel luglio 2003, firmando un contratto per due anni. Giocò anche in Coppa UEFA contro Bordeaux, Feyenoord, Schalke 04 and Ferencváros, segnando contro il Braga; tuttavia il contratto non fu rinnovato, lasciandolo così libero di passare al Leicester City insieme a Craig Levein, Mark de Vries e Alan Maybury. Segnò il primo gol con il Leicester il 15 ottobre 2005 contro il Watford, che si rivelò essere quello vincente. Nella stagione 2006-2007 i suoi compagni di squadra lo scelsero come giocatore dell'anno e nella stagione 2007-2008 retrocesse con la squadra. Subì un'espulsione dall'arbitro Phil Joslin dopo che il guardalinee segnalò un fallo su Pablo Couñago per cui l'arbitro concesse all'Ipswich Town un rigore nella gara che l'Ipswich vinse 3-1. L'arbitro ammise lo sbaglio, dopo che i replay mostrarono che Kisnorbo aveva preso la palla regolarmente fuori dall'area di rigore. Ricevette un'altra espulsione per un fallo su Billy Sharp, che costò alla squadra un rigore contro in una partita che perse poi per 3-0. I replay, comunque, confermarono che Sharp aveva simulato. Kisnorbo subì inoltre un infortunio ai legamenti del ginocchio nella sconfitta per 3-1 contro lo Sheffield Wednesday, il 26 aprile 2008, e un altro sempre ai legamenti nella vittoria per 3-0 in FA Cup contro lo Stevenage Borough.
Lasciato il club alla fine del contratto, passò al Leeds Utd debuttando nella vittoria per 2-1 sull'Exeter City l'8 agosto. Subì un infortunio alla testa nella prima partita della stagione che lo costrinse ad usare un caschetto protettivo. Segnò il primo gol per il Leeds contro il Millwall. Giocò anche contro il Manchester Utd nella vittoria in trasferta all'Old Trafford in FA Cup, per cui fu descritto come un eroe.

### Nazionale
Debuttò in Nazionale il 6 luglio 2002 contro Vanuatu, disputando tre partite nella Coppa d'Oceania, compresa la finale persa contro la Nuova Zelanda. Fu convocato anche per l'edizione del 2004. Scelse di non giocare con l'Under-23 in un tour di preparazione per le Olimpiadi per cercare di mantenere il posto negli Hearts, decisione che danneggiò le sue aspirazioni con la Nazionale, poiché non fu scelto per la squadra, che nel corso del torneo venne eliminata dall'Iraq nei quarti di finale.
Giocò anche nella Coppa d'Asia 2007.

## Statistiche

### Cronologia presenze e reti in nazionale
| Cronologia completa delle presenze e delle reti in nazionale ― Australia M | Cronologia completa delle presenze e delle reti in nazionale ― Australia M | Cronologia completa delle presenze e delle reti in nazionale ― Australia M | Cronologia completa delle presenze e delle reti in nazionale ― Australia M | Cronologia completa delle presenze e delle reti in nazionale ― Australia M | Cronologia completa delle presenze e delle reti in nazionale ― Australia M | Cronologia completa delle presenze e delle reti in nazionale ― Australia M | Cronologia completa delle presenze e delle reti in nazionale ― Australia M |
| Data                                                                       | Città                                                                      | In casa                                                                    | Risultato                                                                  | Ospiti                                                                     | Competizione                                                               | Reti                                                                       | Note                                                                       |
| -------------------------------------------------------------------------- | -------------------------------------------------------------------------- | -------------------------------------------------------------------------- | -------------------------------------------------------------------------- | -------------------------------------------------------------------------- | -------------------------------------------------------------------------- | -------------------------------------------------------------------------- | -------------------------------------------------------------------------- |
| 6-7-2002                                                                   | Auckland                                                                   | Australia                                                                  | 2 – 0                                                                      | Vanuatu                                                                    | Coppa d'Oceania 2002 - 1º turno                                            | -                                                                          | 40’                                                                        |
| 8-7-2002                                                                   | Auckland                                                                   | Australia                                                                  | 11 – 0                                                                     | Nuova Caledonia                                                            | Coppa d'Oceania 2002 - 1º turno                                            | -                                                                          | 46’                                                                        |
| 10-7-2002                                                                  | Auckland                                                                   | Australia                                                                  | 8 – 0                                                                      | Figi                                                                       | Coppa d'Oceania 2002 - 1º turno                                            | -                                                                          |                                                                            |
| 14-7-2002                                                                  | Auckland                                                                   | Nuova Zelanda                                                              | 1 – 0                                                                      | Australia                                                                  | Coppa d'Oceania 2002 - Finale                                              | -                                                                          |                                                                            |
| 31-5-2004                                                                  | Adelaide                                                                   | Australia                                                                  | 9 – 0                                                                      | Tahiti                                                                     | Coppa d'Oceania 2004 - 1º turno                                            | -                                                                          | 46’                                                                        |
| 2-6-2004                                                                   | Adelaide                                                                   | Australia                                                                  | 6 – 1                                                                      | Figi                                                                       | Coppa d'Oceania 2004 - 1º turno                                            | -                                                                          | 84’                                                                        |
| 6-6-2004                                                                   | Adelaide                                                                   | Australia                                                                  | 2 – 2                                                                      | Isole Salomone                                                             | Coppa d'Oceania 2004 - 1º turno                                            | -                                                                          | 42’, 52’                                                                   |
| 14-11-2006                                                                 | Londra                                                                     | Australia                                                                  | 1 – 1                                                                      | Ghana                                                                      | Amichevole                                                                 | -                                                                          |                                                                            |
| 6-2-2007                                                                   | Londra                                                                     | Australia                                                                  | 1 – 3                                                                      | Danimarca                                                                  | Amichevole                                                                 | -                                                                          |                                                                            |
| 24-3-2007                                                                  | Guangzhou                                                                  | Cina                                                                       | 0 – 2                                                                      | Australia                                                                  | Amichevole                                                                 | -                                                                          |                                                                            |
| 2-6-2007                                                                   | Sydney                                                                     | Australia                                                                  | 1 – 2                                                                      | Uruguay                                                                    | Amichevole                                                                 | -                                                                          | 84’                                                                        |
| 30-6-2007                                                                  | Singapore                                                                  | Singapore                                                                  | 0 – 3                                                                      | Australia                                                                  | Amichevole                                                                 | -                                                                          | 32’ 54’                                                                    |
| 8-7-2007                                                                   | Bangkok                                                                    | Australia                                                                  | 1 – 1                                                                      | Oman                                                                       | Coppa d'Asia 2007 - 1º turno                                               | -                                                                          | 78’                                                                        |
| 13-7-2007                                                                  | Bangkok                                                                    | Iraq                                                                       | 3 – 1                                                                      | Australia                                                                  | Coppa d'Asia 2007 - 1º turno                                               | -                                                                          | 71’                                                                        |
| 12-8-2009                                                                  | Limerick                                                                   | Irlanda                                                                    | 0 – 3                                                                      | Australia                                                                  | Amichevole                                                                 | -                                                                          | 46’                                                                        |
| 5-9-2009                                                                   | Seul                                                                       | Arabia Saudita                                                             | 3 – 1                                                                      | Australia                                                                  | Amichevole                                                                 | 1                                                                          |                                                                            |
| 10-10-2009                                                                 | Sydney                                                                     | Australia                                                                  | 0 – 0                                                                      | Paesi Bassi                                                                | Amichevole                                                                 | -                                                                          | 46’                                                                        |
| 14-11-2009                                                                 | Mascate                                                                    | Oman                                                                       | 1 – 2                                                                      | Australia                                                                  | Qual. Coppa d'Asia 2009                                                    | -                                                                          | 89’                                                                        |
| Totale                                                                     |                                                                            | Presenze                                                                   | 18                                                                         |                                                                            | Reti                                                                       | 1                                                                          |                                                                            |

## Palmarès

### Giocatore

#### Club

##### Competizioni nazionali
- FFA Cup: 1

Melbourne City: 2016
- Football League One: 1

Leicester City: 2008-2009

#### Nazionale
- Coppa d'Oceania: 1

2004

### Allenatore

#### Competizioni nazionali
- Premier's Plate: 1

Melbourne City: 2020-2021
- Campionato australiano: 1

Melbourne City: 2020-2021